# جويل فيلدمان
جويل فيلدمان هو رياضياتي كندي، ولد في 14 يونيو 1949 في أوتاوا في كندا.